# 斯瓦罗格火山口

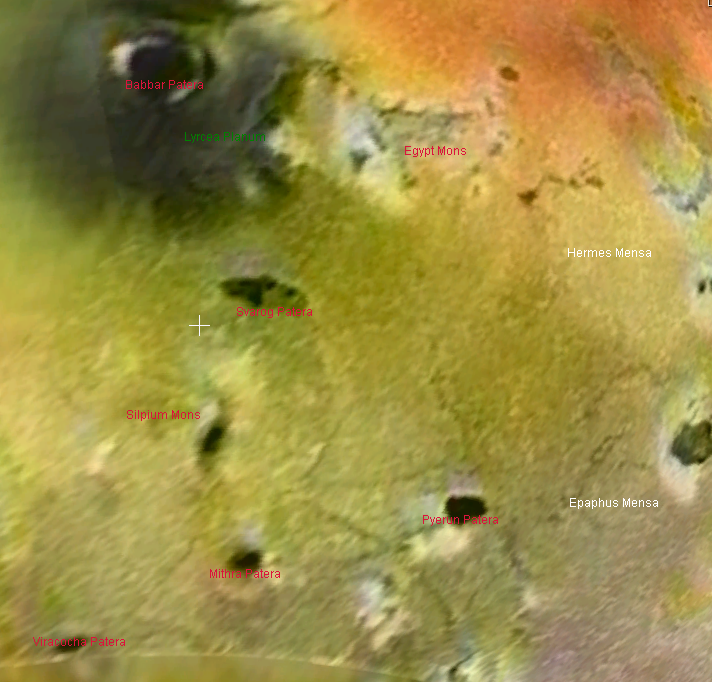
包括斯瓦罗格火山口在内的区域快照，来自美国宇航局世界风。

斯瓦罗格火山口 （Svarog Patera）是位于木卫一表面48°40′S 265°44′W / 48.66°S 265.74°W处的一座火山口或呈扇贝状边缘的不规则火山坑，直径 124 公里，它的名称取自俄罗斯锻冶神斯瓦罗格，1979年被国际天文联合会正式批准接受。斯瓦罗格火山口的北面分布着吕客亚高原，更远处则是巴巴尔火山口，在它的南面和东面分别矗立着锡尔皮乌姆山和赫耳墨斯平顶山，而东南则坐落了佩伦火山口及厄帕福斯平顶山。
斯瓦罗格火山口也是旅行者探测器检测到的一处热点。